# Greenidea eugeniae
Greenidea eugeniae är en insektsart. Greenidea eugeniae ingår i släktet Greenidea och familjen långrörsbladlöss. Inga underarter finns listade i Catalogue of Life.